# 荒野台站

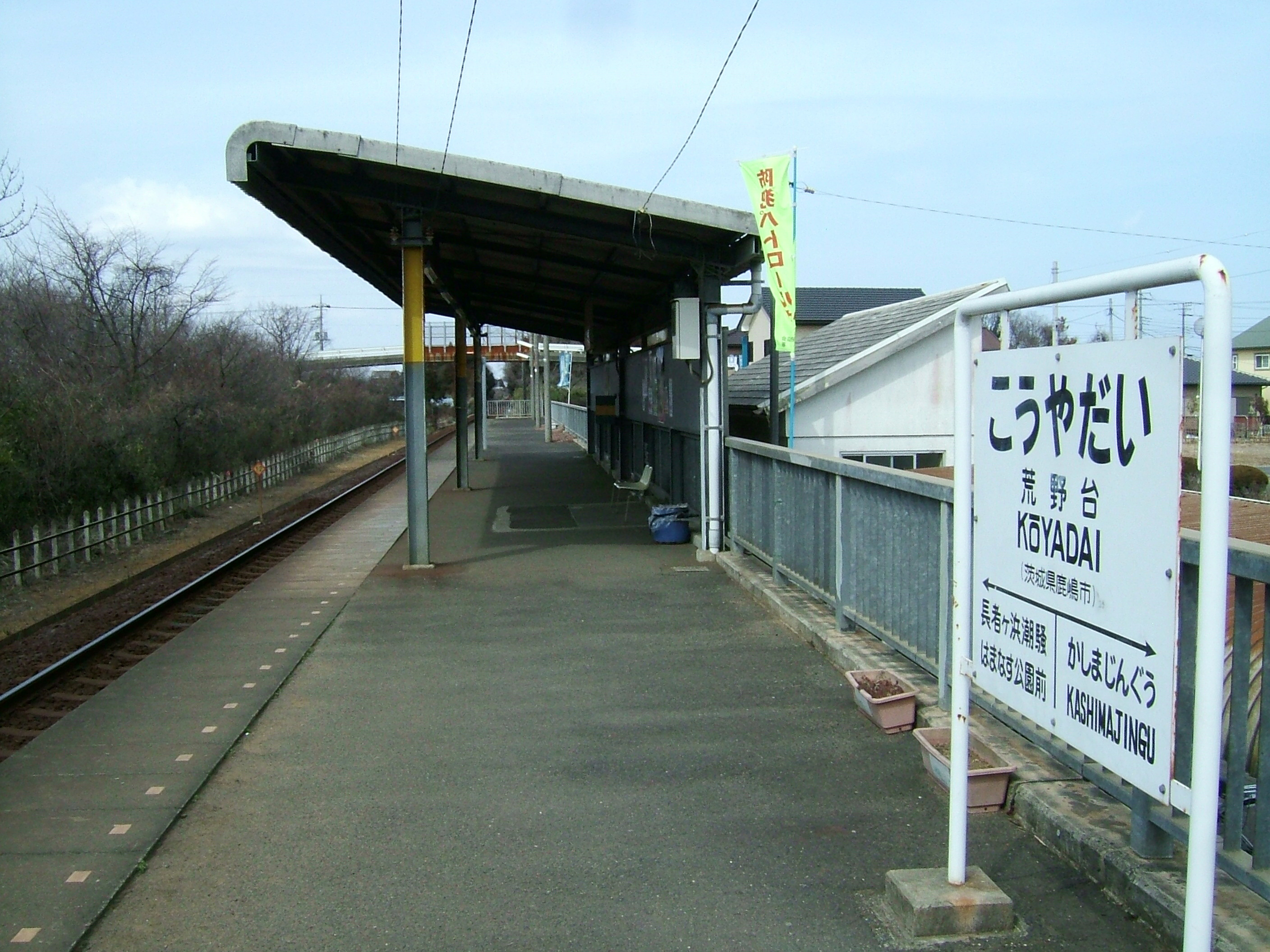
月台 (2008年3月)

荒野台站（日语：／ Kōyadai eki */?）是位於茨城縣鹿嶋市大字荒野，屬於鹿島臨海鐵道的大洗鹿島線車站。此站在大洗鹿島線常設車站下是終點站。但是所有列車均駛入JR鹿島線鹿島神宮站。

## 歷史
- 1985年（昭和60年）3月14日 - 大洗鹿島線開通，此站啟用。

## 車站構造
此站是地面車站與無人車站，設有1面1線的單式月台。車票只可在列車內購買。

## 在此站的運行形態
上行（鹿島大野、新鉾田、大洗、水戶方向）和下行（鹿島神宮方向）列車中，各大約1小時設有1班普通列車停靠。

## 使用狀況
| 1日上下車人次變化 | 1日上下車人次變化 |
| 年度              | 1日平均人次       |
| ----------------- | ----------------- |
| 2011年            | 154               |
| 2012年            | 193               |
| 2013年            | 204               |
| 2014年            | 191               |
| 2015年            | 166               |

## 車站周邊
- 茨城縣道242號鉾田鹿嶋線（日语：茨城県道242号鉾田鹿嶋線）
- 國道51號
- 中野郵局
- 茨城縣立鹿島產業技術專門學院

## 巴士路線
在縣道242號上設有「荒野台」巴士站
| 乘車處 | 系統   | 主要途邊                                 | 目的地       | 巴士公司     | 備註 |
| ------ | ------ | ---------------------------------------- | ------------ | ------------ | ---- |
|        | 中央線 | 長者濱潮騷玫瑰公園前站入口、大野出張所前 | 鹿島灘站     | 鹿嶋社區巴士 |      |
|        | 中央線 | 足球場站入口、鹿島神宮站                 | 高松綠地公園 | 鹿嶋社區巴士 |      |

## 相鄰車站
鹿島臨海鐵道
■大洗鹿島線（鹿島足球場站至鹿島神宮站之間為JR鹿島線）
長者濱潮騷玫瑰公園前－荒野台－鹿島足球場*－鹿島神宮
*:在足球比賽日部分列車才停靠鹿島足球場站。

## 注腳
1. ↑  荒野台駅時刻表.駅探（日語）
2. ↑  国土数値情報(駅別乗降客数データ)  （页面存档备份，存于）（日語） - 國土交通省，2019年7月3日參閲

## 外部連結
- 荒野台 | 鹿島臨海鐵道株式會社 （页面存档备份，存于）（日語）